# Malma församling, Västerås stift
Malma församling är en församling som ingår i Köpings pastorat i Södra Västmanlands kontrakt i Västerås stift i Svenska kyrkan. Församlingen ligger i Köpings kommun i Västmanlands län.

## Administrativ historik
Församlingen återbildades 2010 genom sammanslagning av församlingarna Himmeta-Bro, Kolsva och Västra Skedvi.
Församlingen utgjorde från 2010 till 2014 ett eget pastorat, och är från 2014 annexförsamling i Köpings pastorat.

## Kyrkor
- Bro kyrka
- Himmeta kyrka
- Västra Skedvi kyrka
- Kolsva brukskyrka
- Malma kyrka